# Пелайт, Эвания
Эвания Фааэа Сарона Пелайт OAM (англ. Evania Faaea Sarona Pelite, родилась 12 июля 1995 года) — австралийская регбистка, выступающая за женскую сборную Австралии по регби-7. Олимпийская чемпионка по регби-7 2016 года.

## Карьера игрока
Эвания начинала карьеру игрока в тач-регби, в классическом регби с 17 лет. В составе австралийской команды по регби-7 участвовала в молодёжном олимпийском фестивале 2013 года в Сиднее и выиграла золотые медали. В составе школьной команды штата Квинсленд в 2012 году выиграла школьный чемпионат Австралии, проходивший в городе Голд-Кост. За сборную Австралии по регби-7 дебютировала в Мировой серии 2013/2014 на этапе в Амстердаме. По мнению тренера сборной Австралии Тима Уолша, отличается способностью совершать важные рывки во время игр и прорывать линию обороны противника, за что и попала в сборную.
Эвания Пелайт попала в заявку сборной Австралии по регби-7 на Олимпийские игры в Рио-де-Жанейро (игровой номер 6). На турнире она совершила одну попытку в финальном матче против сборной Новой Зеландии: со счётом 24:17 австралийская команда одержала победу и завоевала олимпийское золото в этом виде спорта. Как олимпийская чемпионка, 26 января 2017 года в День Австралии Пелайт была награждена Медалью Ордена Австралии.